# تأثير التلقين السياقي
في علم النفس، يشير تأثير التلقين السياقي إلى شكل من أشكال تسهيل البحث البصري والذي يفيد بأن الأهداف التي تظهر بترتيبات متكررة تُكتشَف بسرعة أكبر. يعد تأثير التلقين السياقي ظاهرة في التعلم تفيد أن التعرض المتكرر لترتيب معين من الأهداف والعناصر المشتتة يؤدي إلى بحث أكثر فعالية تدريجيًا.

## الخلفية النظرية
في السياق الكلي، يتلقى العقل كميات هائلة من المدخولات الحسية بشكل يومي، وتتطلب هذه الكميات مقدارًا غير واقعي من الموارد المعرفية لمعالجتها كلها. يفيد مفهوم التلقين السياقي أن الدماغ طور آليات معقدة تساعدنا على ترميز المعلومات البصرية الثابتة بشكل غير واعٍ بهدف توفير الموارد المعرفية. بالتالي يصبح التلقين السياقي مناسبًا لأنه يجسد هذه الخصائص الأساسية الثابتة للبيئة المرئية مثل معلومات المخططات المكانية الثابتة، أي المحيط الذي تراه والذي لا يتغير في المظهر والموقع مع مرور الوقت.
كمثال يومي، تخيل موقفًا يبحث فيه الفرد عن سيارة في موقف سيارات. يمكن استعمال استراتيجيات بحث مختلفة بناءً على ما إن كان الشخص يبحث عن سيارة في سياق موقع كليّ (على سبيل المثال، البحث في الجانب الغربي من موقف السيارات) أو في سياق تكوين محلي (على سبيل المثال، البحث عن سيارة مصفوفة بين سيارتين صفراويتين). بالتالي يمكن توفير الموارد المعرفية بتركيز الانتباه على السياقات المحددة، أي كيف وأين يجب استخدامها. يستفيد التلقين السياقي من هذا الأمر عبر التعلم الضمني للمخططات المكانية الثابتة ويرسمها في تمثيلات الذاكرة التي تسرع البحث. يمكن أن تُعرَض تمثيلات الذاكرة كترابطات بين التكوينات المكانية (السياق) والمواقع الهدف. تعمل الحساسية تجاه هذه النظم الثابتة المقدمة في سياق مرئي على توجيه الانتباه البصري، والتعرف على الأشياء، والأفعال.
تعد الأبحاث في اختبارات التلقين السياقي مفيدة في فهم الركائز العصبية للتعلم الضمني. على سبيل المثال، يعاني مرضى فقدان الذاكرة نتيجة أذية بالحُصين من ضعف في تعلم المعلومات السياقية الجديدة، على الرغم من أنه لا يبدو أن التعلم في اختبار التلقين السياقي يعتمد على الاسترجاع الإرادي لمسارات لذاكرة السياقية. أشار تشان (2000) إلى احتمال كون الدوائر العصبية داخل الحصين وبنى الفص الصدغي المرتبطة مرشحة لترميز المعلومات السياقية في الدماغ بشكل مستقل عن الوعي.

## تطور النظرية

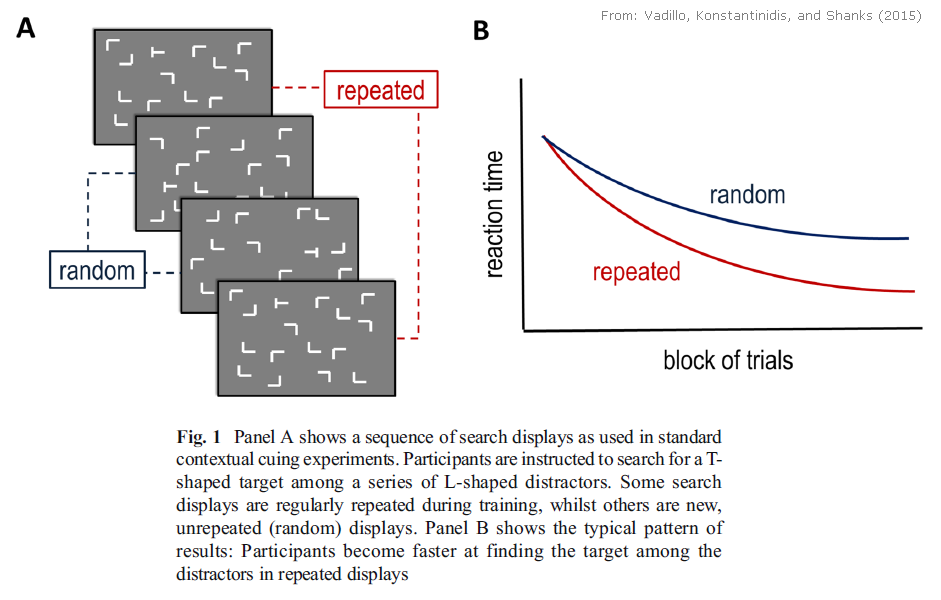
مثال على نموذج تأثير الإشارة السياقية

### الدراسات المبكرة
طور تشان وجيانغ اختبار التلقين السياقي القياسي لأول مرة في بحثهم الرائد في تطوير هذا المجال من الدراسة عام 1998. أظهرت النتائج كيف يمكن للتعلم الضمني وذاكرة السياق المرئي أن تنقل الانتباه المكاني نحو الجوانب المتعلقة بالاختبار ضمن المشهد.

#### النموذج العام
في تجربتهم، بحث المشاركون عن هدف على شكل حرف «T» بين مشتتات على شكل حرف «L». يمكن تقسيم مصفوفات البحث دون علم المشاركين. قُسمَت تجارب البحث إلى مجموعات عديدة. ضمن كل مجموعة، قَدمت نصف عروض البحث ترتيبات جديدة للعناصر. في هذه العروض «الجديدة»، تغير موقع الهدف والمشتت بشكل عشوائي عبر التجارب لتعمل بمثابة خط أساس للتحكم. قُدم النصف الآخر من عروض البحث بشكل متكرر بين مجموعات التجارب. وهذا النصف هو العروض «القديمة»، التي بقي فيها موقعا الهدف والمشتت ثابتين. تُثبَّت العروض القديمة في مواقعها. يجب أن تؤدي الحساسية تجاه هذا النوع من الترتيبات الكلية إلى أداء أسرع في البحث عن الهدف في الترتيبات المتكررة (القديمة) مقارنةً مع الترتيبات الأساسية (الجديدة) التي وُلّدَت حديثًا لكل مجموعة في حال تعلم المعلومات السياقية.
كان الاكتشاف الرئيسي هو أن زمن الاستجابة (آر تي) كان أسرع بالنسبة للأهداف التي ظهرت بالترتيب المكاني القديم مقارنة بالجديد. أشارت نتائجها إلى تواجد ذاكرة قوية للسياق المرئي توجِّه الانتباه المكاني. ولد هذا الشكل المكتشف حديثًا من تسهيل البحث مصطلح «التلقين السياقي». جادل تشان وجيانغ أن هذا الأمر يأتي نتيجة تعلم الترابطات بين الترتيبات المكانية (السياق) ومواقع الهدف تلقائيًا.
في اختبار التعرف في نهاية التجربة، لم يتمكن المشاركون عادةً من التمييز بين العروض القديمة والجديدة إلا بمحض الصدفة. حصل المشاركون على تحسن في أداء البحث على الرغم من فرصة التعرف على الترتيبات، ما أشار إلى أن ذاكرة السياق كانت ضمنية. مؤخرًا، أصبح موضوع دور الوعي في التلقين السياقي محط جدل. أثبت نموذج التلقين السياقي منذ إنشائه أنه أداة متينة في تحريات البحث البصري.

### الدراسات الحديثة
يفسر تأثير التلقين السياقي جزئيًا على الأقل سبب إثبات أن الخبرة تؤثر على الأداء في نطاق واسع من المهمات البصرية.
توصلت دراسة أجراها بروكمول وآخرون (2008) إلى نتائج تبين السبب وراء كون خبراء الشطرنج أكثر قدرة على قراءة لعبة مباراة الشطرنج. في تجربتهم المكونة من قسمين، عملت رقع الشطرنج كأجهزة لتعلم السياق باعتبار أن معناها يعتمد على معرفة المراقب باللعبة.
في تجربتهم الأولى، صورت رقع الشطرنج اللعب الفعلي للمباراة، وكانت فوائد البحث في الرقع المتكررة أكبر بأربعة أضعاف لدى الخبراء مقارنة بالمبتدئين. في التجربة الثانية، انخفضت فوائد البحث بين الخبراء إلى النصف حين استُخدِمت رقع أقل معنى ومولدة عشوائيًا. وبالتالي، يساهم وجود معنى للمنبه بشكل مستقل في تعلم السياق، أي تعلم ترابطات قطع الشطرنج.
تتمثل إحدى الآليات التي تكمن وراء تأثير الخبرة في القدرة المعززة لاستخدام المعلومات الدلالية علاوة على المعلومات البصرية بدقة للتنبؤ بمواقع محتوى العروض المتعلق بالاختبار. مع ذلك، كان الخبراء مستعدين لتعلم الترابطات بين هدف وُضِع عشوائيًا ومجموعة من قطع اللعب المحددة والموضوعة عشوائيًا، احتُفِظ بما يقارب نصف معدل التعلم وفوائد التعلم الناتجة مقارنةً بالحالة التي عكس فيها مخطط رقعة الشطرنج اللعب الفعلي. على هذا الأساس، يبدو أن الاختلاف يمثل، جزئيًا على الأقل، انعكاسًا لدرجة المعلومات السياقية الموجودة في تلك العروض.
بالمثل، يكون خبراء التنس والكريكت أكثر قدرة على توقع حركة الكرة القادمة والرميات. يركز خبراء الهوكي على المناطق الهامة من الناحية التكتيكية بشكل أسرع حين يتخذون قرارات الاستراتيجيات الدفاعية بصورة آنية. يثبّت خبراء الجمباز نظرهم بشكل أقل ولمدة أطول حين يبحثون عن أخطاء الأداء. وُجِدت تأثيرات موثوقة لتسهيل زمن البحث في مجموعة أصغر عمرًا من المشاركين بأعمار تتراوح من ثمانية إلى اثني عشر عامًا، ما يشير أيضًا إلى الجانب الفطري لتأثير التلقين السياقي.
أظهر بحث مشابه نفس النتيجة التي توصل إليها تشيس وسايمون والتي تعود لسبعينيات القرن الماضي (1973). ولكن، لم يؤكَّد تأثير التلقين السياقي إلا بعد دراسات تشان وجيانغ المهمة في عام 1998.